# Martin Léon
Pour les articles homonymes, voir Léon.
Martin Léon est un auteur-compositeur-interprète, compositeur et arrangeur québécois. Il se spécialise également dans la musique de film depuis 2005.

## Biographie
Martin Léon partage sa vie entre la chanson et la musique de film depuis 2005[réf. nécessaire].
Stagiaire à Sienne auprès d'Ennio Morricone en 1995, il signe notamment la musique de Monsieur Lazhar, film nommé pour un Oscar. En 2013, il est également l'auteur de la musique de la série d’exploration 1000 pour la planète de Jean Lemire, de même que celle de The Good Lie, film de Philippe Falardeau.
Depuis 2015, Léon a composé notamment la musique des films Embrasse-moi comme tu m'aimes, Les Êtres chers, Guibord s'en va-t-en guerre, Tu te souviendras de moi et Mon année à New York.

## Discographie

### Bande sonore au cinéma
- 2020 : Mon année à New York (My Salinger Year) de Philippe Falardeau
- 2020 : Tu te souviendras de moi de Éric Tessier

## Prix
- 2010 : Arrangeur de l'année pour Moon Grill  (Prix Félix)
- 2011 : Coup de cœur - Amérique du Nord pour Les Atomes (Académie Charles-Cros)
- 2011 : Arrangeur de l'année pour Les Atomes (Prix Félix)
- 2012 : Meilleure musique originale pour Monsieur Lazhar (Prix Jutra)
- 2013 : Metteur en scène de l'année pour Les Atomes (Prix Félix)
- 2016 : Meilleure musique originale pour Guibord-s'en va-t-en guerre (Gala du cinéma québécois)